# Amidou Diop
Amidou Diop (Missirah, Senegal, 25 de febrero de 1992) es un futbolista senegalés. Juega de centrocampista y su equipo actual es el Kristiansund BK de la Eliteserien.

## Clubes
| Club                     | País    | Año           |
| ------------------------ | ------- | ------------- |
| Diambars FC              | Senegal | 2010-2014     |
| Molde FK                 | Noruega | 2014-2017     |
| Mjøndalen IF (cedido)    | Noruega | 2015          |
| Kristiansund BK (cedido) | Noruega | 2016          |
| Kristiansund BK          | Noruega | 2017-2019     |
| Adanaspor                | Turquía | 2020          |
| Kristiansund BK          | Noruega | 2020-presente |